# Choque hipovolêmico
O choque hemorrágico é um tipo de choque hipovolêmico. É uma condição clínica com risco de morte que resulta da eventual perda de mais de 20% do sangue do corpo. Esta grave perda de volume torna impossível para o coração bombear uma quantidade suficiente de sangue para o corpo e pode, assim, levar à falência de órgãos e à morte. O choque hemorrágico é a principal causa de morte de pessoas politraumatizadas, vítimas de acidentes, quedas, etc.

## Histórico
O choque foi descrito pela primeira vez pelo médico francês Henri François Lê Dran, em 1743, onde o denominou de “choc” que significa parada em decorrência de colapso agudo do sistema cardiovascular após trauma grave. No mesmo ano, Sparrow introduziu o termo na literatura médica inglesa, após a tradução da obra francesa, o qual o chamou de “shoc”. Guthrie, em 1815, utilizou a palavra choque para caracterizar a instabilidade fisiológica. Somente em 1891 foi registrada a introdução de soluções salinas por via endovenosa para tratamento do choque hemorrágico.
As primeiras observações clínicas surgiram no período da primeira guerra mundial (1914-1918), quando Cannon e Bayliss levaram grupo de fisiologistas para o campo de batalhas. Com base nos achados dos campos de batalha, os pesquisadores conseguiram reproduzir o quadro em modelos experimentais nos laboratórios de fisiologia e bioquímica. Após vários trabalhos, concluiu-se que a hipovolêmica causava má circulação periférica e anoxia tissular. Durante a segunda guerra mundial (1939-1945) um comitê de pesquisadores chefiado por Beecher se dirigiu aos campos de batalha com o objetivo de aprofundar os estudos sobre a fisiopatologia do choque. Comprovou-se a necessidade de reposição sanguínea nos estados de choque. Foram observadas grandes melhoras na manutenção do sistema cardiovascular, porém verificou-se que a síndrome afetava outros órgãos, sendo a insuficiência renal um novo obstáculo a ser vencido.
Evidências posteriores comprovaram que o choque prolongado e não corrigido pode evoluir para insuficiência de múltiplos órgãos, devido às alterações bioquímicas. Comprovaram-se a necessidade de vigilância constante, dando origem a unidades de terapia intensiva e dos centros de recuperação pós-operatória. Mesmo com avanços no seu tratamento, esta complexa síndrome ainda continua a nos desafiar ocasionando um grande número de óbitos.

## Definição
Choque circulatório significa fluxo sanguíneo inadequado generalizado pelo corpo, na extensão em que os tecidos corporais são danificados, especialmente em decorrência do suprimento deficiente de oxigênio e de outros nutrientes para as células teciduais. Mesmo o próprio sistema cardiovascular — a musculatura cardíaca, as paredes dos vasos sanguíneos, o sistema vasomotor, e outros componentes da circulação — começa a se deteriorar, de modo que o choque, uma vez iniciado, está propenso a tornar-se progressivamente pior.
Para que os tecidos recebam nutrientes e oxigênio de maneira adequada é necessário uma bomba cardíaca, o sistema vascular íntegro e o volume sanguíneo adequado. Qualquer comprometimento em um desses itens ocasiona a síndrome de má perfusão tissular.

## Outros tipos de choques hemodinâmicos
Choque séptico: causado por toxinas liberadas por bactérias no organismo humano onde estas toxinas lesam as paredes dos vasos sanguíneos desencadeando vasodilatação e aumento da permeabilidade dos vasos sanguíneos favorecendo a saída de plasma diminuindo assim o volume de sangue circulante. Há diminuição da pré – carga ocasionando pelo sequestro de líquidos como também a diminuição da pós – carga pela vasodilatação e lesão celular direta. Como resposta o organismo aumenta a frequência cardíaca e do débito cardíaco. Resultante a infecção disseminada, sendo o tipo mais comum de choque circulatório.
Choque neurogênico: decorrente de lesão na medula espinhal levando à paralisia da parede das artérias pela interrupção da comunicação com o sistema nervoso central desenvolvendo uma vasodilatação periférica. A vasodilatação ocorre em consequência à perda do tônus simpático pode ser causada por lesão raquimedular acima do nível da sexta vértebra da torácica (T 6), analgesia espinhal, estresse emocional, dor ou outros problemas do sistema nervoso, podendo decorrer também pela ação depressora de medicamentos ou pela falta de glicose. As lesões na medula geram uma hipotensão provocando perda do tônus simpático, acentuando a hipovolemia.
Choque anafilático: o choque anafilático é causado por uma reação alérgica grave quando um paciente que já produziu anticorpos para uma substância não – própria (antígeno) desenvolve uma reação antígeno – anticorpo sistêmica. Resposta alérgica aguda a administração de medicamentos principalmente a penicilina, picadas de insetos, comidas e pós. Esta reação alérgica provoca a liberação de histamina nos tecidos resultando em vasodilatação geral e edema de glote provocando assim insuficiência respiratória.
Choque cardiogênico: os órgãos e tecidos apresentam como alterações a diminuição da circulação e inadequação da oxigenação em consequência a falência do coração como bomba cardíaca. O volume de sangue apresenta-se mantido, mas a quantidade de sangue bombeada pelo coração está diminuída devido à falha do coração. À falência do ventrículo esquerdo por infarto agudo do miocárdio é a causa mais comum desse tipo de choque. A incidência de choque cardiogênico devido infarto do miocárdio varia de 15% a 20%, com uma taxa de mortalidade de 75% a 85%. Causas como miocardiopatias, miocardite aguda, arritmias graves, entre outras, podem desencadear o Choque Cardiogênico. Ocorre uma deficiência na atividade cardíaca desencadeada pela interferência sobre o inotropismo e/ou cronotropismo. A bomba do coração encontra-se insuficiente para manter o débito cardíaco em níveis regulares para garantir as necessidades metabólicas.

## Fisiopatologia
No choque hipovolêmico ocorre uma redução do débito cardíaco em decorrência a diminuição do retorno venoso para o coração como consequência de uma perda súbita do volume intravascular. Neste momento os mecanismos compensatórios na tentativa de aumentar o volume de líquidos circulantes ativam o sistema nervoso simpático e as respostas neuro - hormonais. Se a situação ainda persistir é desviado para os órgãos vitais como coração, pulmão e cérebro o volume sanguíneo ainda existente provocando então uma redução na perfusão de certos órgãos como fígado, estômago e rins. Caso não haja a reposição do volume perdido, os mecanismos compensatórios tornam-se ineficazes provocando então hipoperfusão celular e incapacidade de manter em níveis normais a oferta de oxigênio celular para o metabolismo, assim as células passam a utilizar o metabolismo anaeróbico desencadeando então acidose lática.
A estimulação simpática torna-se prejudicial, pois a mesma na tentativa de aumentar a frequência cardíaca, a contratilidade e a resistência vascular sistêmica acaba aumentando a sobrecarga cardíaca tendo como consequência um maior consumo miocárdico de oxigênio e aumento no metabolismo miocárdico. Em decorrência a falta contínua de volume circulante não ocorre adequada liberação de oxigênio para o órgão vital neste caso o coração, criando então um círculo vicioso. Com a incapacidade de fornecer oxigênio suficiente para o coração acaba forçando o metabolismo anaeróbico a satisfazer às necessidades energéticas celulares, como consequência o metabolismo anaeróbico não consegue fornecer suficientemente ATP a essas necessidades energéticas e é onde acaba sendo instalada a lesão isquêmica. Caso a situação continue pode ocorrer falência do órgão vital, o coração.

## Estágios do choque hemorrágico
Choque não progressivo: o choque não progressivo, ou choque compensado, pode ser definido como o choque que ocorre com menos intensidade, portanto a pessoa tem grandes chances de se recuperar. Para manter adequadamente o débito cardíaco e a pressão arterial normalizados ocorre mecanismos controlados por feedback negativo da circulação, o qual se tem a estimulação simpática através dos reflexos barorreceptores. Com isso o sistema nervoso central aumenta a estimulação simpática, a qual, não é eficaz o suficiente fazendo com que a pressão arterial caia a níveis abaixo de 50mmhg. Em seguida ocorre constrição dos vasos sanguíneos devido à diminuição do volume circulante para que possa ser pefundido de forma mais adequada.
Os rins secretam a angiotensina que resultam na constrição das artérias periféricas, diminuição do débito de água e de sal e aumento da sede ajudando assim a impedir a progressão do choque. O hormônio antidiurético vasopressina é liberado e promove a constrição das artérias e vias periféricas e aumento da retenção pelos rins de líquidos.
Estágio progressivo: no estágio progressivo do choque, os mecanismos que regulam a pressão arterial não conseguem mais compensar e a mesma cai abaixo dos limites normais, com uma pressão arterial sistólica média inferior a 90mmhg.
Neste estagio irá ocorrer o desenvolvimento de vários círculos viciosos que vão agravando progressivamente o choque. O coração perde a capacidade de bombear sangue para suprir as necessidades dos seus vasos coronarianos, ele ficará cada vez mais enfraquecido diminuindo ainda mais o débito cardíaco, formando assim um círculo vicioso onde o indivíduo pode ir a óbito. O centro vasomotor e respiratório são lesados em virtude do baixo fluxo sanguíneo, concomitantemente a insuficiência respiratória ocasiona hipoxemia levando a desnutrição dos tecidos, agravando ainda mais o choque.
A isquemia enfraquece a musculatura vascular e os vasos se dilatam, ocorrendo redução do retorno venoso. A repetição contínua desse círculo vicioso faz com que os vasos fiquem completamente dilatados ou com que o indivíduo vá a óbito. Formam-se coágulos sanguíneos em vasos de menor calibre obstruindo-os. Tem-se a redução do fluxo sanguíneo nos vasos periféricos favorecendo a formação de mais coágulos formando assim um círculo vicioso.
As formais mais graves do choque lesam os sistemas oxidativo e energético dos tecidos, principalmente do sistema trifosfato de adenosina, reduzindo ainda mais as funções circulatórias. Com a deterioração de forma progressiva da circulação faz com que o choque se agrave até que o indivíduo morra. Isso ocorre caso a terapêutica
não tenha sido instituída.
Choque irreversível: com a progressão do choque as transfusões como outras terapias passaram a ser desnecessárias, não salvando mais a vida do indivíduo. Algumas vezes essa transfusão pode ocasionar a normalização do débito cardíaco como também da pressão arterial, mas subseqüente começam-se a cair novamente, ocorrendo a deteriorização das células miocárdicas. Outros fatores são desencadeados como extensas lesões teciduais, liberação de enzimas destrutivas nos líquidos corporais, acidose acentuada onde o débito cardíaco em poucos minutos não consegue reverter essa deteriorização continuada, consequentemente o indivíduo irá atingir um estágio grave onde o mesmo, com a utilização de uma terapia vigorosa para normalizar o débito cardíaco, acabará morrendo.

## Diagnóstico
O diagnóstico do choque baseia-se, principalmente, em evidências clínicas, utilizando-se de uma detalhada anamnese e exame físico. A história clínica deve ser correlacionada com a causa da síndrome, para que possa subsidiar a conduta terapêutica mais adequada e eficaz.
Os achados físicos devem-se fundamentar na má perfusão tecidual sendo comuns os seguintes sinais e sintomas:
- letargia e falta de responsividade;
- taquipneia tornando-se cada vez mais progressiva;
- pele fria e pegajosa, pulsos fracos e filiformes;
- diminuição do débito urinário sendo caracterizada pela cor escura e concentrada.

## Soluções usadas no tratamento
Diante da grande diversidade de soluções expansoras de volume, institui-se como regra geral utilizar uma solução que contenha os elementos que foram perdidos pelo mecanismo da hipovolemia. Os cristalóides são utilizados como primeira linha terapêutica, pois tem custo menor e baixa interferência com a coagulação sanguínea. Para se atingir as metas terapêuticas a reanimação com cristaloides requer uma maior quantidade de volume do que os coloides, pois seu volume de distribuição é maior.
Cristaloides: os cristaloides se equilibram entre os espaços intravascular e intersticial sendo eficazes em expandir ambos os espaços, são infundidos, via de regra, obedecendo ao princípio que ¼ do volume infundido permanece no espaço intravascular, ou seja, a administração deve ser três vezes maior do que o volume de sangue perdido. As substâncias mais utilizadas são as soluções salinas isotônicas (solução de cloreto de sódio a 0,9%) e o ringer lactato. A tabela 2 relaciona a perda sanguínea com os parâmetros clínicos e indica o expansor adequado.
Soluções salinas hipertônicas: as soluções salinas hipertônicas, a 7,5% isoladamente ou associada ao coloide dextran 70, tem sido indicadas na reanimação pré-hospitalar do choque hemorrágico, devido a capacidade de expandir o volume sanguíneo, estabilizar a pressão arterial e o débito cardíaco com pequenos volumes. Seu efeito é quase instantâneo e possui duração de até quatro horas. Sua associação ao ringer lactato produz efeito benéfico à pressão intracraniana nos pacientes em choque e trauma cranioencefálico. Sua desvantagem é o risco de hipernatremia e hiperosmolaridade, devendo ser usadas com cautela no tratamento do choque.
Coloides: os coloides têm uma grande capacidade de expansão volêmica, efeitos mais duradouros com dosagens bem menores que os cristalóides, porém possuem custos superiores, limites na quantidade de uso e apresentam significativos efeitos adversos. A seguir destacam-se as principais soluções coloidais utilizadas na terapia de reposição volêmica com exceção dos derivados do sangue.
A albumina a 5% mantém seu efeito por aproximadamente 2 a 3 horas, pois são iso-oncóticas em relação ao plasma. Na concentração de 25% seu efeito expansor pode mobilizar para o espaço intersticial e intracelular 4 a 5 vezes o volume infundido. Sua desvantagem é o seu alto custo, pois se deriva do plasma humano. Trabalhos recentes demonstram que este coloide produz os mesmos efeitos da solução salina de cloreto de sódio 0,9% nas terapias de reanimação.
O dextran deriva dos polímeros de glicose, estando disponíveis nas nos seguintes pesos moleculares, 40 e 70. Este coloide pode melhorar a circulação microvascular e minimizar a agregação plaquetária e das hemácias. Sua utilização tem sido bem reduzida devido à gravidade dos seus efeitos adversos.
O amido são soluções coloidais polimerizadas com ligações hidroxietílicas usadas como uma boa opção na reposição volêmica. O amido disponível na concentração de 6% apresenta um peso molecular de 600.000 dáltons e garantem um potencial oncótico durante 24 horas. Seus efeitos adversos são bastante limitados não se constituindo em fatores restritivos de uso.
As gelatinas são soluções coloides ligeiramente hiperoncóticas. Possui característica fugaz e riscos de reações anafiláticas. Com o surgimento de outras soluções mais duradouras e seguras o seu uso foi transitoriamente reduzido. Recentemente surgiram gelatinas estruturalmente modificadas com uma T½ mais prolongada e efeitos adversos menos graves se comparando as soluções de amido.
Utilização de hemocomponentes: a utilização do sangue total raramente é utilizada nos dias de hoje, sendo mais comum a utilização de seus componentes, pois permite que um número maior de pacientes possa ser beneficiado e a doação possa ser aproveitada integralmente.
A dose adequada do hemoterápico nos pacientes graves é impericiosa, onde as concentrações terapêuticas em volumes reduzidos proporcionam melhor efetividade clínica e menor reações adversas indesejáveis.
Perdas sanguíneas maiores que 30% do volume total está indicado o uso da hemoterapia. Pacientes idosos podem necessitar de urgência transfusional em hemorragias menores que 30% e em pacientes jovens podem tolerar perdas acima deste valor. A concentração de hemácias é de primordial importância para corrigir a hipotensão provocada pela hemorragia, esse concentrado deve ser do mesmo tipo sanguíneo do paciente e nos casos de emergência tipo O negativo.
O concentrado de hemácias deriva-se do sangue total por meio de centrifugação. Neste procedimento remove-se grande quantidade de plasma resultando em um produto com volume entre 250 a 350 ml e hematócrito entre 65 e 80%. O produto contém quantidades residuais de plaquetas, leucócitos e fatores de coagulação lábeis não funcionantes.
O concentrado de hemácias melhora a pressão oncótica proporcionando aumento da capacidade de transporte de oxigênio, melhora também a perfusão e oxigenação tecidual devido à expansão do volume circulante. Em um paciente com 70 kg cada unidade de concentrado de hemácias aumenta a concentração de hemoglobina em aproximadamente 1,0 a 1.5 g/dl e/ou aumentar o hematócrito em 3 a 4%.